# 峰島旭雄
峰島 旭雄（みねしま ひでお、1927年12月23日 - 2013年10月16日）は、日本の仏教学者・哲学者。専門はカント哲学、ジョン・デューイ、比較思想学。早稲田大学名誉教授。

## 経歴
東京府東京市出身。実家は芝公園にある増上寺の元子院の廣度院である。1944年旧制芝中学を4年修了、旧制山形高校に進学。しかし、1945年の東京大空襲で実家が焼失し、翌年に父親が亡くなったため、廣度院の再建を余儀なくされる。1946年3月、旧制山形高校を中退し、同年4月旧制大正大学予科に入学。1951年大正大学文学部西洋哲学専攻を卒業。卒業時に浄土宗管長賞を受賞している。1953年、同大学大学院文学研究科宗教学専攻修了、1956年早稲田大学大学院文学研究科（西洋哲学）博士課程修了。1960年早稲田大学商学部専任講師、1963年同助教授、1968年同教授。1998年定年退任、名誉教授。
ほかに、文京女子大学教授、比較思想学会会長、日本デューイ学会会長、学校法人芝学園理事長、浄土宗教学院副理事長、日本イギリス学会名誉会員、東方学院理事、三康文化研究所研究指導員を歴任した。
2013年10月16日、心不全のため死去。

## 著書
- 『宗教と哲学の間 宗教哲学序想』北樹出版、1979 現代思想選書
- 『哲学の論理 哲学的論理学序説』世界書院、1981
- 『浄土教思想の比較宗教哲学的研究』平楽寺書店、1984
- 『西洋は仏教をどうとらえるか 比較思想の視座』東京書籍 東書選書、1987
- 『比較思想をどうとらえるか』北樹出版、1988
- 『美と宗教 東と西』北樹出版、1988 フマニタス選書
- 『比較思想の旅 アメリカで仏教を教える』北樹出版、1989 フマニタス選書
- 『思想史を読む』北樹出版、1995 叢書パイデイア
- 『根源そして未来 対談集』邑心文庫、1998
- 『宗教の中の人生 法然浄土教への歩み』浄土宗、1998 浄土選書
- 『峰島旭雄選集』全3巻、北樹出版、2013
  1. 西洋哲学と比較思想
  2. 日本近代思想の展開
  3. 比較宗教哲学と仏教

### 共編
- 『東の思想・西の思想』見田政尚と責任編集 三修社、1973 哲学シリーズ
- 『人間の形成』田丸徳善と責任編集 三修社、1974 哲学シリーズ
- 『浄土教とキリスト教 比較宗教哲学論集』編 山喜房仏書林、1977
- 『東西思惟形態の比較研究』編集 東京書籍、1977
- 『ヤスパース 哲学的信仰の哲学』編 以文社、1978
- 『比較哲学方法論の研究 心源の研究』臼木淑夫共編集 東京書籍、1980
- 『他力思想論攷』谷口龍男共著 山喜房佛書林、1981
- 『哲学と倫理の間』編著 北樹出版、1981
- 『東洋の論理 西田幾多郎の世界』編著 北樹出版、1981
- 『近代日本の思想と仏教』編 東京書籍、1982
- 『近代の法然論』芹川博通共編著 みくに書房、1982
- 『宗教の現象学』編 東方出版、1984
- 『倫理と宗教の間』編著 北樹出版、1984
- 『中村元の世界』前田専学・阿部慈園ほか共著 青土社、1985
- 『比較思想の世界』編著 北樹出版、1987
- 『概説西洋哲学史』編著 ミネルヴァ書房、1989
- 『太平洋共同体 その構想と現実』増田与共編著 原書房、1989
- 『日本文化を読み直す 神秘主義と論理』安藤恵崇、上杉健太郎、司馬春英共著 北樹出版、1991 フマニタス選書
- 『講座比較思想 転換期の人間と思想』全3巻 責任編集 北樹出版、1993
- 『比較思想の展開』伴博、浮田雄一、河波昌峰共編著 北樹出版、1994
- 『仏教思想の現在』芹川博通共編著 北樹出版、1994
- 『思想史を読む』編著 北樹出版、1995 叢書パイデイア
- 『近代日本思想史の群像 早稲田とその周辺』編著 北樹出版、1997
- 『戦後思想史を読む』編著 北樹出版、1997
- 『比較思想事典』中村元監修 責任編集、東京書籍、2000
- 『二十一世紀への思想』編著 北樹出版、2001

### 翻訳
- G・マルセル『存在の神秘 序説』理想社、1963 実存主義・叢書
- ボルノー『実存哲学と教育学』理想社、1966 実存主義叢書
- ケネディ編『プラグマティズムとはなにか プラグマティズムとアメリカ文化』以文社、1972
- S.M.エイムズ『認識と価値の哲学 パース・ジェイムズ・ミード・デューイ』共訳 大明堂、1983
- 北山淳友『東と西永遠の道 仏教哲学・比較哲学論集』監訳 北樹出版、1985

### 記念論集
- 『東西における知の探究  峰島旭雄教授古稀記念論集』北樹出版、1998

## 栄典
- 2008年11月 瑞宝中綬章受章[5]

## 関連人物
- 小山宙丸[6]